# Eupithecia bastelbergeri
Eupithecia bastelbergeri es una especie de polilla de la familia Geometridae. La especie fue descrita por primera vez por Karl Dietze habiendo sido descrita en 1910, con distribución en Libia. El sintipo de la especie fue descrita en Turkestan, Naryn y una subespecie descrita por Prout en Kurdistán, Malatya.